# Sclerocarya gillettii
Sclerocarya gillettii är en sumakväxtart som beskrevs av J.O. Kokwaro. Sclerocarya gillettii ingår i släktet Sclerocarya och familjen sumakväxter. Inga underarter finns listade i Catalogue of Life.